# Lliga espanyola de futbol femenina
La Primera Divisió Femenina d'Espanya o Lliga F, en castellà i oficialment Liga F, és la màxima categoria femenina dins del sistema de lligues de futbol d'Espanya i la principal competició a nivell de clubs de l’estat. Disputada ininterrompudament des de la temporada 1988-89, està organitzada per la Lliga Professional de Futbol Femení (LPFF) —constituïda el 2022 per a la seva professionalització—, després de rellevar en la comesa la Reial Federació Espanyola de Futbol (RFEF), la qual segueix organitzant la resta de categories fins al futbol autonòmic regional. Aquesta competició esportiva professional de clubs de futbol femenins espanyols ha rebut diversos noms. Fundada com Lliga Nacional Femenina, fins a la temporada 1995-1996. La següent temporada va canviar el nom per Divisió d'Honor Femenina sovint dividida en grups territorials i amb una fase final per decidir el campió, fins a la temporada 2001-02 en què es crea la Superlliga Femenina en un grup únic, i el 2008-09 en tres grups, fins al 2011-12, en què es reanomena a Primera Divisió de Futbol Femenina, de nou amb un sol grup.
És l'única categoria amb estatus professional en el futbol femení d'Espanya, després d'un llarg procés de reconeixement, i ser finalment aprovats els seus estatuts per part el Consell Superior d'Esports (CSD). Aquesta condició només la posseeixen altres tres competicions al país, la Primera i Segona Divisió del futbol masculí, i la Lliga ACB de bàsquet.
És considerada com una de les lligues més importants a nivell europeu segons la Unió d'Associacions Europees de Futbol (UEFA), màxim òrgan futbolístic a nivell continental, essent la tercera competició amb millor Coeficient UEFA. Hi ha hagut 12 equips campions de lliga on hi destaca el Futbol Club Barcelona amb 10 títols. El segueixen l'Athletic Club de Bilbao amb 5, el Llevant Unió Esportiva i l'Atlètic de Madrid amb 4 campionats. Societat Cultural i Deportiva Añorga, Club Deportivo Oroquieta Villaverde i Rayo Vallecano, en tenen 3, CFF Irex Puebla, Reial Club Esportiu Espanyol, Penya Barcelonista Barcilona, Oiartzun Kirol Elkartea i Màlaga Club de Futbol completen la resta de campions de les trenta-quatre temporades del campionat.

## Història

### Primeres edicions sota l'empara de la Federació Espanyola
La Lliga Nacional Femenina va ser creada per la Reial Federació Espanyola de Futbol a la temporada 1988-89. En la primera edició de la competició, considerada amateur o semiprofessional per regulació, va estar formada per un únic grup en el qual van formar part nou clubs de la geografia espanyola: l'Olímpico Fortuna i el Fútbol Femenino Parque Alcobendas de Madrid, el Club Deportivo Puente Castro Femenino de Lleó, el Club Esportiu Santa Maria Atlètic (Illes Balears), i els catalans Vallés Occidental Aluvall, Real Club Deportivo Espanyol Inreplast, Club Femení Barcelona, Centre d'Esports Sabadell Futbol Club i Penya Barcelonista Barcilona, que es va proclamar com a primer campió de la competició.
L'alta xifra d'equips catalans va ser degut a l'auge i repercussió de la disciplina perquè des d'inicis de la dècada de 1970 amb el suport d'alguns clubs professionals masculins i de la Federació Catalana de Futbol, organitzava la Copa Pernod que va desembocar en el primer Campionat Regional de Catalunya. Tot i les pèrdues econòmiques que suposava pels clubs, es va anar consolidant i creixent, i per això després de la vuitena edició es va decidir ampliar la xifra de clubs inscrits i fer una primera gran reestructuració. Fins aquella data, un total de cinc clubs havien aconseguit proclamar-se guanyadores: la ja mencionada P. B. Barcilona, l'Atlético Villa de Madrid, l'Oiartzun Kirol Elkartea, el Club Deportivo Oroquieta Villaverde, i el més guardonat amb tres títols Sociedad Cultural y Deportiva Añorga.

### Les reestructuracions
A partir de la temporada 1996-97 es va denominar Divisió d'Honor Femenina, repartint als clubs participants en quatre grups segons criteris de proximitat geogràfica. Aquesta fase regular en què els equips jugaven tots contra tots a doble partit, va tenir una inscripció històrica de 42 participants, on els quatre campions de cada grup van avançar a una fase final eliminatòria. L'anomenada Lliga de campions va donar com vencedor al Sant Vicent València Club de Fútbol Femenino després d'imposar-se a l'Añorga.
El nou format va donar un gran impuls a la competició i va veure com s'augmentava la xifra de participants fins als 54. Malgrat això, la gran diferència de nivell entre els diferents clubs va fer necessària una nova reestructuració en la Superlliga Femenina en l'edició 2001-02 formada per un grup únic, tal com es disputava amb gran èxit en categoria masculina, amb els millors onze equips del panorama nacional, i la resta d'equips jugarien en la Lliga Nacional Femenina. Es va establir també que el campió obtingués la classificació per a la recent creada Copa de la UEFA Femenina, màxima competició europea de clubs femenins a Europa. El Llevant va representar la lliga espanyola en la primera edició del torneig continental en proclamar-se guanyador del campionat de 2001, i fer-ho en el primer any de la Superlliga el 2002. La temporada 2008-09 el campionat s'amplia de 14 a 16 equips participants.
La temporada 2009-10 la RFEF, tot i l'oposició de la majoria dels clubs i de les jugadores, es va dur a terme una important remodelació de la competició, passant de 16 a 24 participants. L'objectiu era intentar donar entrada als principals clubs de la Lliga masculina, encara que finalment tan sols dos clubs de la Primera Divisió es van sumar al projecte: el Sevilla FC i el Real Valladolid. Amb l'ampliació de la Superlliga es va recuperar el format de diversos grups, disputant-se el campionat en dues fases i amb una eliminatòria final a doble partit per determinar el campió.
El nou format només es va mantenir dues temporades, posteriorment es va recuperar el grup únic, amb 16 equips participants, sota la nova denominació de Primera Divisió Femenina. Donada a la Pandèmia de COVID-19, la temporada 2019-20 no es va poder acabar i no hi va haver descensos. La temporada 2020-21 excepcionalment va ser de 18 equips i hi va haver 4 descensos.

### La professionalització
El 15 de juny de 2021 el CSD va donar el vistiplau a la transformació de la primera divisió en professional, i el març del 2022 se'n van aprovar els seus estatuts en el marc de la nova Llei de l'Esport. El setembre de 2023 els principals sindicats van convocar una vaga per reclamar un mínim salarial i l'equiparació amb el futbol masculí. Segons el CSD, la causa principal era l'absència d'un conveni de coordinació entre la Lliga F i la RFEF, que hauria de definir la relació entre els ingressos generats per la competició i les retribucions, així com formalitzar i justificar el 20% que la Lliga F havia d'aportar a la RFEF.

## Clubs participants
En la temporada 2025-26, participen 16 equips a la Lliga Femenina:
- Alhama CF
- Athletic Club
- Club Atlético de Madrid
- SD Eibar
- FC Barcelona
- Granada CF
- FC Badalona Women
- Llevant UE
- Dux Logroño
- Madrid CFF
- Reial Madrid
- Reial Societat
- RCD Espanyol
- RC Deportivo de La Coruña
- Sevilla FC
- UD Granadilla Tenerife

## Sistema de competició[14]
La competició la disputen anualment 16 equips que juguen en un únic grup jugant tots contra tots a doble partit (un partit en camp propi i l'altre en camp contrari), segons un calendari prèviament establert per sorteig.
Els equips puntuen en funció dels seus resultats: tres punts per partit guanyat, un per empatar i cap per les derrotes. El club que suma més punts al finalitzar el campionat es proclama campió de lliga i obté una plaça per a la següent edició de la UEFA Women’s Champions League. El segon i tercer equips classificats juguen la fase prèvia de classificació per a aquesta competició. Els dos darrers classificats baixen a Primera Federació FutFem que és la Segona Divisió del Futbol Femení, i pugen recíprocament dos equips. Els dos primers classificats i els dos equips finalistes de la Copa de la Reina tenen el dret de participar en la Supercopa d'Espanya.

## Historial
Al llarg de la seva història dotze clubs han estat campions, dels quals el FC Barcelona n'és el més llorejat amb vuit títols. Tres equips de Catalunya, Penya Barcelonista Barcilona, RCD Espanyol, FC Barcelona, i un del País Valencià, Llevant UE, han estat almenys una vegada campió de la competició. L'actual campió de lliga és el FC Barcelona.
| En negreta = Equip guanyador (1) = Nombre de títols (p.) = Penaltis Nota: Noms dels equips segons l'època. |

| Edició                                         | Temporada | Campió                        | Resultat   | Subcampió                 | refs          |
| Lliga Nacional de Futbol Femení                |           |                               |            |                           |               |
| ---------------------------------------------- | --------- | ----------------------------- | ---------- | ------------------------- | ------------- |
| I                                              | 1988-89   | PB Barcilona Deco Parquet (1) | lligueta   | FF Parque Alcobendas      | [ 15 ]        |
| II                                             | 1989-90   | Atlético Villa de Madrid (1)  | lligueta   | PB Barcilona Deco Parquet | [ 16 ]        |
| III                                            | 1990-91   | Oiartzun KE (1)               | lligueta   | Atlético Villa de Madrid  |               |
| IV                                             | 1991-92   | Añorga KKE (1)                | lligueta   | CF Barcelona              |               |
| V                                              | 1992-93   | CD Oroquieta Villaverde (1)   | lligueta   | Añorga KKE                |               |
| VI                                             | 1993-94   | CD Oroquieta Villaverde (2)   | lligueta   | Añorga KKE                |               |
| VII                                            | 1994-95   | Añorga KKE (2)                | lligueta   | CD Oroquieta Villaverde   |               |
| VIII                                           | 1995-96   | Añorga KKE (3)                | lligueta   | CD Oroquieta Villaverde   |               |
| Divisió d'Honor de Futbol Femení               |           |                               |            |                           |               |
| IX                                             | 1996-97   | Sant Vicent València CFF (1)  |            | Añorga KKE                | [ Nota 1 ]    |
| X                                              | 1997-98   | CA Málaga (1)                 | 2-0        | Sant Vicent València CFF  | [ Nota 1 ]    |
| XI                                             | 1998-99   | CD Oroquieta Villaverde (3)   | 4-1        | CFF Irex Puebla           | [ Nota 1 ]    |
| XII                                            | 1999-00   | CFF Irex Puebla (1)           | 0-0 (p.)   | AD Torrejón CF            | [ Nota 1 ]    |
| XIII                                           | 2000-01   | Llevant UE (2)                | 4-0        | Eibartarrak FT            | [ Nota 1 ]    |
| Superlliga de Futbol Femení                    |           |                               |            |                           |               |
| XIV                                            | 2001-02   | Llevant UE (3)                | lligueta   | CFF Irex Puebla           |               |
| XV                                             | 2002-03   | Athletic Club (1)             | lligueta   | Llevant UE                |               |
| XVI                                            | 2003-04   | Athletic Club (2)             | lligueta   | CE Sabadell FC            |               |
| XVII                                           | 2004-05   | Athletic Club (3)             | lligueta   | Llevant UE                |               |
| XVIII                                          | 2005-06   | RCD Espanyol (1)              | lligueta   | CD Híspalis               |               |
| XIX                                            | 2006-07   | Athletic Club (4)             | lligueta   | RCD Espanyol              |               |
| XX                                             | 2007-08   | Llevant UE (4)                | lligueta   | Rayo Vallecano            |               |
| XXI                                            | 2008-09   | Rayo Vallecano (1)            | lligueta   | Llevant UE                |               |
| XXII                                           | 2009-10   | Rayo Vallecano (2)            | 1-0 / 1-1  | RCD Espanyol              | [ Nota 2 ]    |
| XXIII                                          | 2010-11   | Rayo Vallecano (3)            | 2-1 / 2-2  | RCD Espanyol              | [ Nota 2 ]    |
| Campionat Nacional de Lliga de Primera Divisió |           |                               |            |                           |               |
| XXIV                                           | 2011-12   | FC Barcelona (1)              | lligueta   | Athletic Club             |               |
| XXV                                            | 2012-13   | FC Barcelona (2)              | lligueta   | Athletic Club             |               |
| XXVI                                           | 2013-14   | FC Barcelona (3)              | lligueta   | Athletic Club             |               |
| XXVII                                          | 2014-15   | FC Barcelona (4)              | lligueta   | Atlético de Madrid        |               |
| XXVIII                                         | 2015-16   | Athletic Club (5)             | lligueta   | FC Barcelona              |               |
| XXIX                                           | 2016-17   | Atlético de Madrid (2)        | lligueta   | FC Barcelona              |               |
| XXX                                            | 2017-18   | Atlético de Madrid (3)        | lligueta   | FC Barcelona              |               |
| XXXI                                           | 2018-19   | Atlético de Madrid (4)        | lligueta   | FC Barcelona              |               |
| Primera Divisió Pro                            |           |                               |            |                           |               |
| XXXII                                          | 2019-20   | FC Barcelona (5)              | [ Nota 3 ] | Atlético de Madrid        | [ 17 ]        |
| XXXIII                                         | 2020-21   | FC Barcelona (6)              | lligueta   | Reial Madrid              | [ 18 ]        |
| XXXIV                                          | 2021-22   | FC Barcelona (7)              | lligueta   | Reial Societat            | [ 19 ] [ 20 ] |
| XXXV                                           | 2022-23   | FC Barcelona (8)              | lligueta   | Reial Madrid              | [ 21 ]        |
| XXXVI                                          | 2023-24   | FC Barcelona (9)              | lligueta   | Reial Madrid              | [ 22 ]        |
| XXXVII                                         | 2024-25   | FC Barcelona (10)             | lligueta   | Reial Madrid              | [ 23 ]        |

1. 1 2 3 4 5  Sistema de grups amb eliminatòria final entre els quatre campions de cada grup.
2. 1 2  Play-off pel títol entre els dos primers classificats de la lliga regular.
3. ↑  A causa de la finalització de la Lliga pel risc públic de contagi del COVID-19, la Reial Federació Espanyola de Futbol va proclamar campió el FC Barcelona, que aleshores anava líder destacat del campionat.

## Palmarès
| Equip                            | Campió | Subcampió | Anys campió                                                                              | Anys subcampió                              |
| -------------------------------- | ------ | --------- | ---------------------------------------------------------------------------------------- | ------------------------------------------- |
| Futbol Club Barcelona            | 10     | 5         | 2011-12, 2012-13, 2013-14, 2014-15, 2019-20, 2020-21, 2021-22, 2022-23, 2023-24, 2024-25 | 1991-92, 2015-16, 2016-17, 2017-18, 2018-19 |
| Athletic Club de Bilbao          | 5      | 3         | 2002-03, 2003-04, 2004-05, 2006-07, 2015-16                                              | 2011-12, 2012-13, 2013-14                   |
| Llevant Unió Esportiva           | 4      | 4         | 1996-97, 2000-01, 2001-02, 2007-08                                                       | 1997-98, 2002-03, 2004-05, 2008-09          |
| Club Atlético de Madrid          | 4      | 3         | 1989-90, 2016-17, 2017-18, 2018-19                                                       | 1990-91, 2014-15, 2019-20                   |
| Añorga Kirol eta Kultur Elkartea | 3      | 3         | 1991-92, 1994-95, 1995-96                                                                | 1992-93, 1993-94, 1996-97                   |
| Oroquieta Villaverde             | 3      | 2         | 1992-93, 1993-94, 1998-99                                                                | 1994-95, 1995-96                            |
| Rayo Vallecano                   | 3      | 1         | 2008-09, 2009-10, 2010-11                                                                | 2007-08                                     |
| Reial Club Deportiu Espanyol     | 1      | 3         | 2005-06                                                                                  | 2006-07, 2009-10, 2010-11                   |
| Club de Futbol Puebla            | 1      | 2         | 1999-00                                                                                  | 1998-99, 2001-02                            |
| Penya Barcelonista Barcilona     | 1      | 1         | 1988-89                                                                                  | 1989-90                                     |
| Oiartzun Kirol Elkartea          | 1      | 0         | 1990-91                                                                                  | —                                           |
| Málaga Club de Fútbol            | 1      | 0         | 1997-98                                                                                  | —                                           |
| Real Madrid Club de Futbol       | 0      | 4         | —                                                                                        | 2020-21, 2022-23, 2023-24, 2024-25          |
| CF Parque Alcobendas             | 0      | 1         | —                                                                                        | 1988-89                                     |
| AD Torrejón CF                   | 0      | 1         | —                                                                                        | 1999-00                                     |
| Eibar Kirol Elkartea             | 0      | 1         | —                                                                                        | 2000-01                                     |
| Centre d'Esports Sabadell        | 0      | 1         | —                                                                                        | 2003-04                                     |
| Sevilla Futbol Club              | 0      | 1         | —                                                                                        | 2005-06                                     |
| Reial Societat                   | 0      | 1         | —                                                                                        | 2021-22                                     |

Trofeus en propietat
La copa de la Lliga s'entrega al club campió, que el conserva durant un any per després cedir-lo al campió de la següent edició. Després de tornar-lo, els clubs només poden exhibir a les seves vitrines una còpia a escala reduïda de l'original. Encara que, l'equip que aconsegueix guanyar en cinc ocasions alternes o tres consecutives, se'l queda en propietat. També s'entrega en propietat, quan s'estrena un nou format de competició, al primer guanyador d'aquest.
- FC Barcelona: Té tres trofeus en propietat per haver guanyat la Primera Divisió tres vegades consecutives als anys 2012, 2013, 2014; 2020, 2021, 2022 i 2023, 2024 i 2025.

- Athletic Club: Té un trofeu en propietat per haver guanyat la Superlliga tres vegades consecutives als anys 2003, 2004 i 2005.
- Rayo Vallecano: Té un trofeu en propietat per haver guanyat la Superlliga tres vegades consecutives als anys 2009, 2010 i 2011.
- Llevant UE: Té un trofeu en propietat per haver guanyat la primera Superlliga disputada.
- Atlético de Madrid: Té un trofeu en propietat per haver guanyat la Primera Divisió tres vegades consecutives als anys 2017, 2018 i 2019.

## Llista de màximes golejadores per temporada
| Temporada | Jugadora               | Club               | Gols |
| --------- | ---------------------- | ------------------ | ---- |
| 2004–05   | Marta Cubí             | RCD Espanyol       | 32   |
| 2005–06   | Auxiliadora Jiménez    | Sevilla FC         | 29   |
| 2006–07   | Adriana Martín         | RCD Espanyol       | 30   |
| 2007–08   | Natalia Pablos         | Rayo Vallecano     | 24   |
| 2008–09   | Erika Vázquez          | Athletic Club      | 32   |
| 2009–10   | Adriana Martín         | Rayo Vallecano     | 35   |
| 2010–11   | Verónica Boquete       | RCD Espanyol       | 39   |
| 2011–12   | Sonia Bermúdez         | FC Barcelona       | 38   |
| 2012–13   | Sonia Bermúdez         | FC Barcelona       | 27   |
| 2012–13   | Natalia Pablos         | Rayo Vallecano     | 27   |
| 2013–14   | Sonia Bermúdez         | FC Barcelona       | 28   |
| 2014–15   | Sonia Bermúdez         | FC Barcelona       | 22   |
| 2014–15   | Adriana Martín         | Llevant UE         | 22   |
| 2015–16   | Jennifer Hermoso       | FC Barcelona       | 24   |
| 2016–17   | Jennifer Hermoso       | FC Barcelona       | 35   |
| 2017–18   | Charlyn Corral         | Llevant UE         | 24   |
| 2018–19   | Jennifer Hermoso       | Atlético de Madrid | 24   |
| 2019–20   | Jennifer Hermoso       | FC Barcelona       | 23   |
| 2020-21   | Jennifer Hermoso       | FC Barcelona       | 31   |
| 2021-22   | Asisat Oshoala         | FC Barcelona       | 20   |
| 2021-22   | Geyse Ferreira         | Madrid CFF         | 20   |
| 2022-23   | Alba Redondo           | Llevant UE         | 27   |
| 2023-24   | Caroline Graham Hansen | FC Barcelona       | 21   |
| 2024-25   | Ewa Pajor              | FC Barcelona       | 25   |